# Viola dukadjinica
Viola dukadjinica är en violväxtart som beskrevs av Wilhelm Becker och Koganin. Viola dukadjinica ingår i släktet violer, och familjen violväxter. Inga underarter finns listade i Catalogue of Life.